# میوو (مریلند)
میوو (به انگلیسی: Mayo) شهری در ایالت مریلند کشور ایالات متحده آمریکا است که جمعیت آن در سرشماری سال ۲۰۱۰ میلادی، ۸٬۲۹۸ نفر بوده‌است.